# آرتم دووبیک
آرتم اولکساندروویچ دووبیک (اوکراینی: Артем Олександрович Довбик؛ زادهٔ ۲۱ ژوئن ۱۹۹۷) بازیکن فوتبال اهل اوکراین است که برای باشگاه رم بازی می کند.